# Simón Febrer
Simón Febrer (né le 18 mai 1895 à Felanitx et mort le 27 janvier 1989 à Felanitx) est un coureur cycliste espagnol.

## Biographie
Simón Febrer remporte le championnat d'Espagne sur route à Bilbao en 1915 et à Séville en 1918. Il est le premier Majorquin à remporter un titre national en dehors de l'île. En 1914, 1915, 1916 et 1918, il est champion d'Espagne de demi-fond.
Simón Febrer est l'un des premiers stayers de Majorque et lance la tradition de cette spécialité sur l'île. Les champions du monde Guillermo Timoner et Miguel Mas en sont originaires. La plupart des championnats espagnols de demi-fond ont eu lieu à Palma.
Simón Febrer est décédé dans sa ville natale à l'âge de 93 ans.

## Palmarès
- 1913
  - 3e du Tour de Majorque
- 1914
  - Champion d'Espagne de demi-fond
- 1915
  - Champion d'Espagne sur route
  - Champion d'Espagne de demi-fond
- 1916
  - Champion d'Espagne de demi-fond
- 1917
  - 2e du championnat d'Espagne de demi-fond
- 1918
  - Champion d'Espagne sur route
  - Champion d'Espagne de demi-fond